# Devon Larratt
Devon Larratt (nascido em 24 de abril de 1975), nasceu em Vitória, Colúmbia Britânica, Canadá. Devon é um lutador de braço profissional canadense, criador de conteúdo e ex-membro das Forças Armadas do Canadá. Considerado um dos melhores lutadores de braço do mundo e desde o evento King Of The Table 7, considerado por muitos como o melhor lutador de braço da América do Norte, colaborou muito para popularizar o esporte para um público mais amplo.

## História
Nascido em Victoria, British Columbia , Canadá, filho de mãe  alemã, Devon falava alemão até os 2 anos de idade. Seu interesse pela queda de braço começou no início da adolescência. O primeiro oponente de Larratt foi sua avó, uma trabalhadora rural, que afirmava ser "a melhor lutadora de queda de braço em Alberta ". A partir daí, Larratt passou a competir nos campos de petróleo do oeste do Canadá. Larratt ingressou no Comando das Forças de Operações Especiais do Canadá aos 21 anos, onde serviu na Força-Tarefa Conjunta 2 por dezesseis anos. Ele alcançou o posto de mestre cabo , e foi enviado sete vezes para o Afeganistão , onde foi ferido em ação. Apesar de suas implantações, Larratt conseguiu treinar e competir durante o serviço militar, e credita a experiência adquirida em diferentes bases militares como grande parte de seu sucesso. Larratt também competiu no judô durante sua juventude.

## Carreira
Em 1999, Larratt entrou em sua primeira competição internacional, disputando um evento mundial no Japão, onde derrotou Krister Jonsson e perdeu para John Brzenk . Larratt ficou em terceiro lugar na competição canhota de 100 kg.
Em 2003, no Campeonato de Ontário, Larratt derrotou Robert Graham e Mike Gould.
Em 2004, Devon Larratt mais uma vez dominou o Campeonato de Ontário, mas perdeu uma superluta em Chehalis, Washington contra John Brzenk .
Em 2006, após retornar de uma implantação de seis meses, Larratt derrotou Ron Bath por 3–1, em um evento Mike Classic em Ontário, Canadá. Na época, Ron Bath era considerado o terceiro peso pesado classificado na América do Norte, atrás apenas de John Brzenk e Travis Bagent. Devon Larratt afirmou que esta foi a sua partida favorita, "por uma série de razões", mas principalmente pelas dificuldades e estressores do combate, e pela incerteza do retorno a uma "vida normal". Larratt foi baleado e levou estilhaços na mão.

## Estilo de Luta
Devon Larratt é conhecido como um lutador de braço extremamente versátil e duradouro. Larratt tem um dos QIs de mesa mais altos do esporte e pode executar qualquer movimento, seja gancho, toproll, pressão, movimento do rei ou qualquer variação deles. Além disso, ele é único por seus níveis excepcionalmente altos de resistência, uma característica que é mais vantajosa durante as superlutas. Muitas vezes, ele só precisa parar o impulso inicial de seu oponente para mantê-lo em uma posição desvantajosa, cansá-lo conforme a partida avança e, eventualmente, imobilizá-lo. Enquanto Larratt é relativamentemenos musculoso do que outros pesos pesados ou superpesados, ele frequentemente supera esse diferencial de poder com habilidade técnica superior, alavancagem de braço e controle de mão, parando seu oponente e drenando sua força ao longo do tempo, em vez de dominá-lo explosivamente.

## Vida Pessoal
Desde 2003, Devon Larratt é casado com Jodi Larratt, uma atriz e ex-lutadora de braço; juntos, eles têm três filhos. Larratt geralmente come panquecas durante o treinamento para superlutas, e esses vídeos humorísticos de panquecas posteriormente inspiraram um enredo cômico e divertido dentro da comunidade de queda de braço, em que outros lutadores de braço discutem e adotam a "dieta de panqueca" de Larratt. Para continuar com essa brincadeira, os fãs de Devon costumam enviar a ele xarope de bordo e mistura de panqueca. Devon também é o proprietário da Armbet, um aplicativo móvel de matchmaking e apostas para queda de braço. Larratt atualmente reside em Ottawa , Canadá com sua família.

## Partidas notáveis
| Year | Oponente               | Resultado | Mão          | Outcome              | Evento                |
| ---- | ---------------------- | --------- | ------------ | -------------------- | --------------------- |
| 2023 | Ermes Gasparini        | Won       | Mão Direita  | 3-0                  | East vs West 9        |
| 2023 | Sergey Kalinichenko    | Won       | Mão Esquerda | 4-0                  | AWC Reloaded          |
| 2023 | Ryan Espey             | Won       | Mão Esquerda | 3-0                  | Canada Nationals      |
| 2023 | Dave Chaffee           | Won       | Mão Direita  | 6-0                  | KOTT 7                |
| 2023 | Yordan Tsonev          | Won       | Mão Esquerda | 4-0                  | BSA 4                 |
| 2023 | Daniel Lund Kristensen | Won       | Mão Esquerda | 6-0                  | Arm Wars Dark Card 2  |
| 2023 | Mindaugas Dulskas      | Won       | Mão Esquerda | 6-0                  | Arm Wars Dark Card 2  |
| 2023 | Genadi Kvikvinia       | Loss      | Mão Direita  | 2-3                  | East vs West 7        |
| 2023 | Sandris Sedis          | Won       | Mão Esquerda | 4-2                  | Arm Wars Dark Card    |
| 2023 | Sandris Sedis          | Won       | Mão Direita  | 6-0                  | Arm Wars Dark Card    |
| 2022 | Evgeny Prudnik         | Won       | Mão Direita  | 3-0                  | East vs West 5        |
| 2022 | Levan Saginashvili     | Loss      | Mão Direita  | 0-6                  | KOTT 4                |
| 2021 | John Brzenk            | Won       | Mão Direita  | 4-0                  | KOTT 2                |
| 2021 | Michael Todd           | Won       | Mão Direita  | 6-0                  | KOTT 1                |
| 2021 | Janek Kwias            | Won       | Mão Direita  | 3-0                  | BAL 204               |
| 2021 | Janek Kwias            | Won       | Mão Esquerda | 3-0                  | BAL 204               |
| 2019 | Wagner Bortolato       | Won       | Mão Esquerda | 3-1                  | WAL                   |
| 2019 | Ryan Scott             | Won       | Mão Direita  | 3-0                  | AAW Federation        |
| 2019 | Dave Chaffee           | Won       | Mão Direita  | 3-1                  | WAL                   |
| 2019 | Todd Hutchings         | Won       | Mão Direita  | 3-0                  | WAL                   |
| 2018 | Jerry Cadorette        | Won       | Mão Direita  | 3-2                  | WAL                   |
| 2018 | Matt Mask              | Won       | Mão Direita  | 3-1                  | WAL                   |
| 2018 | Denis Cyplenkov        | Loss      | Mão Esquerda | 1-5                  | Arm Fight 50          |
| 2018 | Michael Todd           | Loss      | Mão Direita  | 2-3                  | WAL                   |
| 2017 | Matt Mask              | Won       | Mão Esquerda | 3-1                  | WAL                   |
| 2017 | Ron Bath               | Won       | Mão Direita  | 2-0                  | WAL                   |
| 2017 | Matt Mask              | Won       | Mão Direita  | 3-0                  | WAL                   |
| 2017 | Frank Budelewski       | Won       | Mão Direita  | 6-0                  | Buffalo Fitness Expo  |
| 2017 | Zhao Zi Rui            | Won       | Mão Esquerda | 3-0                  | SAL                   |
| 2016 | Ron Bath               | Won       | Mão Direita  | 3-0                  | WAL                   |
| 2016 | Matt Mask              | Won       | Mão Esquerda | 3-0                  | WAL                   |
| 2016 | Marcio Barboza         | Won       | Mão Direita  | 2-0                  | WAL                   |
| 2015 | Tom Nelson             | Won       | Mão Esquerda | 2-0                  | WAL                   |
| 2015 | Marcio Barboza         | Won       | Mão Esquerda | Resignation (injury) | WAL                   |
| 2015 | John Brzenk            | Loss      | Mão Direita  | 1-2                  | WAL                   |
| 2014 | Mike Ayello            | Won       | Mão Esquerda | 2-0                  | WAL                   |
| 2014 | Christian Binnie       | Won       | Mão Esquerda | 2-0                  | UAL 4                 |
| 2014 | Kenny Hughes           | Won       | Mão Direita  | 2-0                  | WAL                   |
| 2014 | Marcio Barboza         | Won       | Mão Esquerda | 3-0                  | WAL                   |
| 2014 | Marcio Barboza         | Loss      | Mão Direita  | 0-3                  | WAL                   |
| 2013 | Oleg Zhokh             | Won       | Mão Esquerda | 3-0                  | UAL 4                 |
| 2013 | Eric Woelfel           | Won       | Mão Esquerda | 3-0                  | UAL 4                 |
| 2013 | Wilton Brock           | Won       | Mão Esquerda | 3-0                  | UAL 4                 |
| 2012 | Tim Bresnan            | Won       | Mão Direita  | 4-3                  | MLA                   |
| 2012 | Andriy Pushkar         | Won       | Mão Esquerda | 5-1                  | ArmBet 42             |
| 2011 | Don Underwood          | Won       | Mão Direita  | 4-3                  | Arm Wars              |
| 2011 | Christophe Ladu        | Won       | Mão Esquerda | 6-0                  | UAL                   |
| 2011 | Michael Todd           | Won       | Mão Direita  | 4-2                  | UAL                   |
| 2011 | Travis Bagent          | Loss      | Mão Esquerda | 1-3                  | UAL                   |
| 2011 | Travis Bagent          | Won       | Mão Direita  | 3-0                  | UAL                   |
| 2010 | Travis Bagent          | Won       | Mão Esquerda | 4-3                  | Arm Wars              |
| 2010 | Tim Bresnan            | Won       | Mão Direita  | 5-1                  | Arm Wars              |
| 2010 | Don Underwood          | Won       | Mão Direita  | 4-3                  | Arm Wars              |
| 2010 | Richard Lupkes         | Won       | Mão Direita  | 6-0                  | Arm Wars              |
| 2009 | Sylvain Perron         | Won       | Mão Esquerda | 3-0                  | Mike Classic          |
| 2009 | Mike Gould             | Won       | Mão Direita  | 3-0                  | Mike Classic          |
| 2008 | John Brzenk            | Won       | Mão Direita  | 6-0                  | Arm Wars              |
| 2008 | Marcio Barboza         | Won       | Mão Esquerda | 5-1                  | Arm Wars              |
| 2008 | Travis Bagent          | Won       | Mão Direita  | 5-1                  | Arm Wars              |
| 2007 | Ron Bath               | Won       | Mão Direita  | 6-0                  | Arm Wars              |
| 2006 | Taras Ivakin           | Loss      | Mão Direita  | 2-4                  | PAL                   |
| 2006 | Ron Bath               | Won       | Mão Direita  | 3-1                  | Mike Classic          |
| 2005 | Simon Perron           | Won       | Mão Direita  | 3-0                  | Mike Classic          |
| 2005 | Sylvain Perron         | Won       | Mão Esquerda | 3-0                  | Mike Classic          |
| 2005 | Travis Bagent          | Loss      | Mão Direita  | 1-3                  | Mike Classic          |
| 2004 | John Brzenk            | Loss      | Mão Direita  | 0-2                  | Super Stars           |
| 2004 | Greg Boyes             | Won       | Mão Direita  | 3-0                  | Ontario Championships |
| 2004 | Mike Bowling           | Won       | Mão Direita  | 3-0                  | Ontario Championships |
| 2004 | Marcio Barboza         | Won       | Mão Direita  | 2-0                  | Super Stars           |
| 2004 | Jacob Abbott           | Won       | Mão Direita  | 2-0                  | Super Stars           |
| 2004 | George Gottschalk      | Won       | Mão Esquerda | 3-0                  | Ontario Championships |
| 2003 | Mike Gould             | Won       | Mão Esquerda | 3-0                  | Ontario Championships |
| 2003 | Rob Graham             | Won       | Mão Direita  | 3-0                  | Ontario Championships |
| 1999 | Krister Jonsson        | Won       | Mão Direita  | 1-0                  | Worlds                |
| 1999 | John Brzenk            | Loss      | Mão Esquerda | 0-1                  | Worlds                |